# University Athletic Association
La University Athletic Association (UAA) (en español: Asociación Atlética Universitaria) es una conferencia de la División III de la NCAA integrada por universidades muy competitivas académicamente y con un nivel deportivo similar.

## Miembros

### Miembros actuales
| Institución                         | Localización            | Equipo        | Tipo    | Año de unión |
| ----------------------------------- | ----------------------- | ------------- | ------- | ------------ |
| Universidad Brandeis                | Waltham, Massachusetts  | Judges        | Privada | 1987         |
| Universidad Carnegie Mellon         | Pittsburgh, Pensilvania | Tartans       | Privada | 1986         |
| Universidad Case de Western Reserve | Cleveland, Ohio         | Spartans      | Privada | 1986         |
| Universidad de Chicago              | Chicago, Illinois       | Maroons       | Privada | 1986         |
| Universidad de Nueva York           | Nueva York, Nueva York  | Violets       | Privada | 1986         |
| Universidad de Rochester            | Rochester, Nueva York   | Yellowjackets | Privada | 1986         |
| Universidad Emory                   | Atlanta, Georgia        | Eagles        | Privada | 1986         |
| Universidad Washington en San Luis  | San Luis, Misuri        | Bears         | Privada | 1986         |

### Antiguos miembros
| Institución               | Localización        | Equipo    | Tipo    | Año de unión | Año de salida | Conferencia actual    |
| ------------------------- | ------------------- | --------- | ------- | ------------ | ------------- | --------------------- |
| Universidad Johns Hopkins | Baltimore, Maryland | Blue Jays | Privada | 1986         | 2001          | Centennial Conference |

## Deportes
Los deportes practicados en esta conferencia son: 
| Categoría masculina - Baloncesto - Campo a través - Fútbol - Natación y saltos - Tenis - Atletismo - Esgrima - Béisbol - Fútbol americano - lucha libre deportiva. - Golf |  | Categoría femenina - Baloncesto - Campo a través - Fútbol - Natación y saltos - Tenis - Atletismo - Esgrima - Softbol - Voleibol |

## Historia
La Universidad Johns Hopkins fue uno de los miembros fundacionales, pero dejó la conferencia posteriormente.